# CA-35 (Spanje)

De CA-35

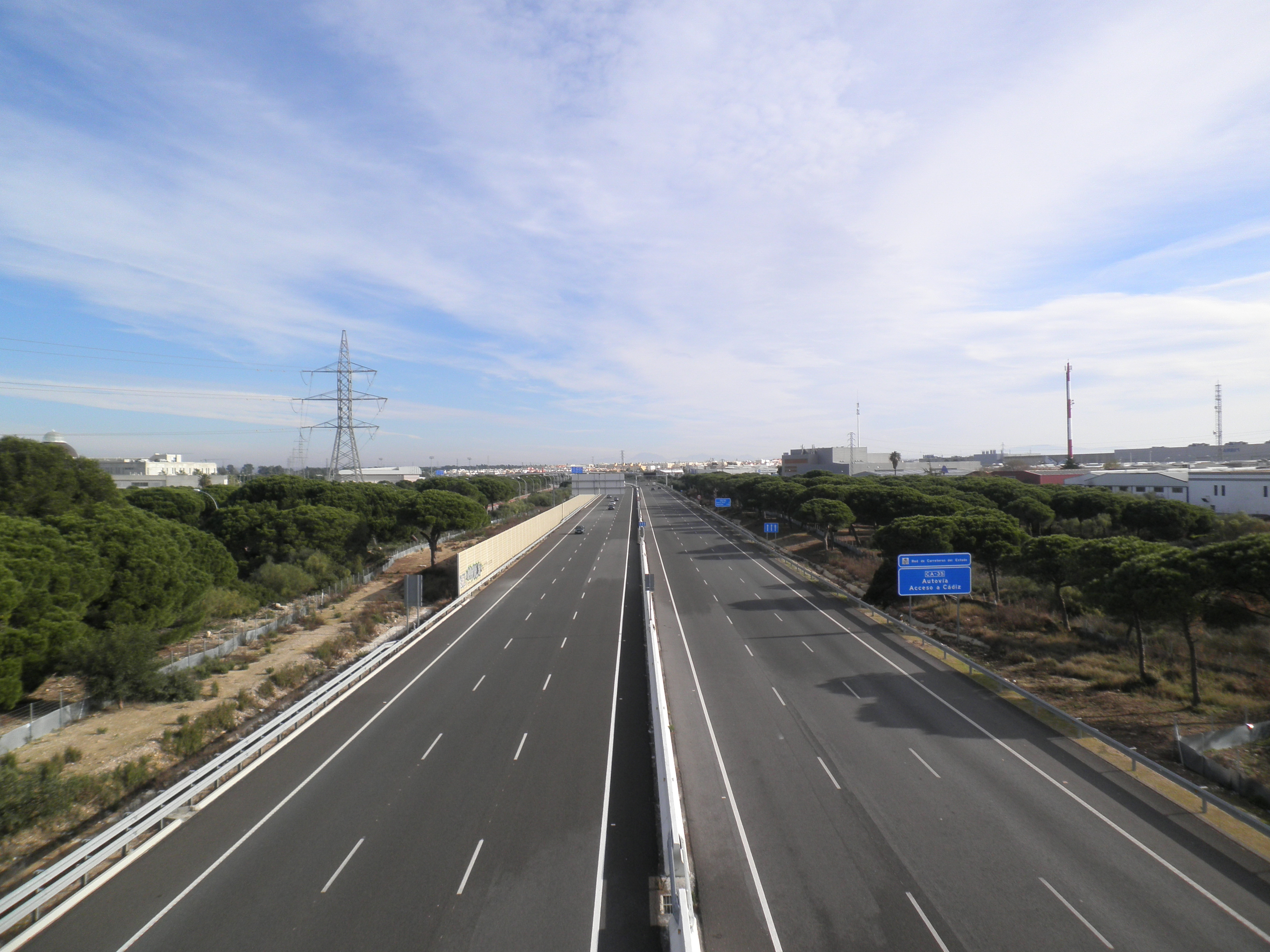
De CA-35

De CA-35 of Autovía acceso a Cádiz is een autovía in Andalusië. De stadssnelweg bij Cádiz is 7 kilometer lang en verbindt de CA-36 en de CA-32 met de AP-4.